# Pénzügyi Szervezetek Állami Felügyelete
A Pénzügyi Szervezetek Állami Felügyelete (PSZÁF) magyarországi állami hatóság volt 2000 és 2013 között. Feladata az ország pénzügyi közvetítő rendszerének felügyelete és ellenőrzése volt.

## Története
Az Országgyűlés 2000. április 1-jei hatállyal hozta létre a Pénzügyi Szervezetek Állami Felügyeletét. A PSZÁF az Állami Pénz- és Tőkepiaci Felügyelet, az Állami Biztosításfelügyelet és az Állami Pénztárfelügyelet összevonásával, ezen intézmények jogutódjaként jött létre. A PSZÁF Magyarország pénzügyi közvetítő rendszerét felügyelő, ellenőrző hatósági feladatok ellátó önálló szabályozó szerv, amely csak a törvényeknek van alárendelve.
A PSZÁF-ot elnök vezeti, akit a miniszterelnök javaslatára a köztársasági elnök hat évre nevez ki. A Felügyeletnek két alelnöke van, akiket a Felügyelet elnöke nevez ki hat évre. A Felügyelet „Pénzügyi Békéltető Testületet” (PBT) működtet, amely szakmailag független, és szervezetileg közvetlenül a Felügyelet elnökéhez tartozik. A PSZÁF munkáját „Pénzügyi Stabilitási Tanács” segíti, amelynek tagja a nemzetgazdasági miniszter, a Magyar Nemzeti Bank (MNB) elnöke és a Felügyelet elnöke. A Felügyelet véleményezési joggal rendelkezik a pénzügyi rendszert, illetőleg a felügyelt intézményeket és személyeket érintő jogszabályok előkészítésében, javaslatot tesz e jogszabályok megalkotására, valamint rendeletalkotási joggal bír meghatározott kérdésekben.
A PSZÁF önálló, felügyelési, ellenőrzési, fogyasztóvédelmi és szabályozói jogkörökkel felruházott alkotmányos szervezet. A Felügyelet rendeletalkotási, engedélyezési tevékenysége során, ajánlásai és útmutatásai kibocsátásakor, vizsgálatai alkalmával, elemzései és értékelései megfogalmazásánál, intézkedései alkalmazásánál a közjó érdekében, a köz szolgálatában és az Alaptörvényben rögzített felelősséggel cselekszik.
2013. október 1-jén megszűnt, jogköreit a Magyar Nemzeti Bank vette át. A változást az MNB-ről szóló új törvény tette lehetővé. Ezután a jegybankban megalakult a Pénzügyi Stabilitási Tanács.

### Vezetői
- 2000–2004: Szász Károly
- 2004–2009: Farkas István
- 2009–2010: Farkas Ádám[2]
- 2010–2013: Szász Károly

## Célja és feladatai
A PSZÁF tevékenységének célja:
- a pénzügyi közvetítőrendszer stabil, zavartalan, átlátható és hatékony működésének biztosítása,
- a pénzügyi közvetítőrendszer részét képező személyek és szervezetek prudens működésének elősegítése, a tulajdonosok gondos joggyakorlásának folyamatos felügyelete,
- az egyes pénzügyi szervezeteket, illetve a pénzügyi szervezetek egyes szektorait fenyegető, nemkívánatos üzleti, és gazdasági kockázatok feltárása, a már kialakult egyedi vagy szektorális kockázatok csökkentése vagy megszüntetése, illetve az egyes pénzügyi szervezetek prudens működésének biztosítása érdekében megelőző intézkedések alkalmazása,
- együttműködés a Magyar Nemzeti Bankkal a rendszerszintű kockázatok kialakulásának megelőzésében, a már kialakult rendszerszintű kockázatok csökkentésében vagy megszüntetésében,
- a pénzügyi közvetítőrendszerrel szembeni bizalom erősítése,
- a pénzügyi szervezetek által nyújtott szolgáltatásokat igénybe vevő fogyasztók jogainak és érdekeinek következetes és proaktív védelme, fórum biztosítása a felmerülő fogyasztói jogviták rendezéséhez és a fogyasztók pénzügyi tudatosságának a növelése.

A PSZÁF főbb feladatai:
- Engedélyezési jogkörében elbírálja a pénzügyi szervezetek alapításával, átalakulásával, egyesülésével, szétválásával, tevékenységi körük módosulásával stb. kapcsolatos engedélykérelmeket.
- Elbírálja mindazokat az engedélykérelmeket, amelyeket jogszabály a hatáskörébe utal.
- Folyamatosan ellenőrzi és vizsgálja a pénzügyi szervezeteket abból a szempontból, hogy működésük során betartják-e a jogszabályokat, tevékenységük megfelel-e a megbízható, gondos működésre vonatkozó előírásoknak, szakszerű és független-e az irányítási rendszerük.
- Bennfentes kereskedelem, piacbefolyásolás, engedély vagy bejelentés nélküli tevékenység végzésének gyanúja és a vállalatfelvásárlásra vonatkozó szabályok ellenőrzése esetén piacfelügyeleti eljárást indít.
- Külföldi pénzügyi hatóságokkal, különösen az Európai Gazdasági Térség államaiban együttműködik a pénzügyi felügyeleti hatóságokkal.

A Felügyelet intézkedéseit hatósági jogkörében hozza meg. A feltárt szabálytalanságok észlelése esetén jogszabályokban meghatározott intézkedéseket tesz, amelyek rendkívül széles körűek: a felszólítástól a bírság kiszabásán át az intézmény piacról való kivezetéséig, felszámolásáig terjednek. Meghatározott esetekben büntetőeljárást kezdeményez. A Felügyelet a bank- és értékpapírtitok, a pénztártitok, a biztosítási titok, valamint az üzleti titok megtartása mellett – a pénz- és tőkepiaci szereplők, a befektetők, a betétesek, a biztosítottak vagy a pénztártagok védelme érdekében – határozatait részben vagy egészben, saját honlapján, továbbá az általa célszerűnek tartott egyéb módon teszi közzé.
A Felügyelet évente beszámol tevékenységéről az Országgyűlésnek. Az Éves jelentés a Felügyelet elmúlt évi tevékenységét, a szervezeti-működési feltételekben bekövetkezett változásokat, valamint a nemzetközi kapcsolatok fejleményeit mutatja be, továbbá összegzi az év során szerzett felügyeleti tapasztalatokat.
2011. július 1-je óta országos hatáskörrel működik Budapesten a Pénzügyi Békéltető Testület (PBT). A testület a PSZÁF által működtetett, szakmailag független, alternatív vitarendezési fórum, mely a bírósági polgári peres eljárásoknál gyorsabb és olcsóbb megoldást nyújt a fogyasztók és a velük szerződéses kapcsolatban álló pénzügyi szolgáltatók között felmerülő jogvitákban. Eljárásának célja, hogy egyezséget kíséreljen meg létrehozni a felek között, ennek eredménytelensége esetén az ügyben döntést hoz a fogyasztói jogok érvényesítése érdekében. A PBT látja el a pénzügyi alternatív vitarendezési fórumok európai hálózatának (FIN-NET) alapító okiratában megállapított feladatokat.

## Külső hivatkozások
- A Felügyelet honlapja
- A Pénzügyi Békéltető Testület honlapja